# Masse (outil)
Pour les articles homonymes, voir Masse (homonymie).

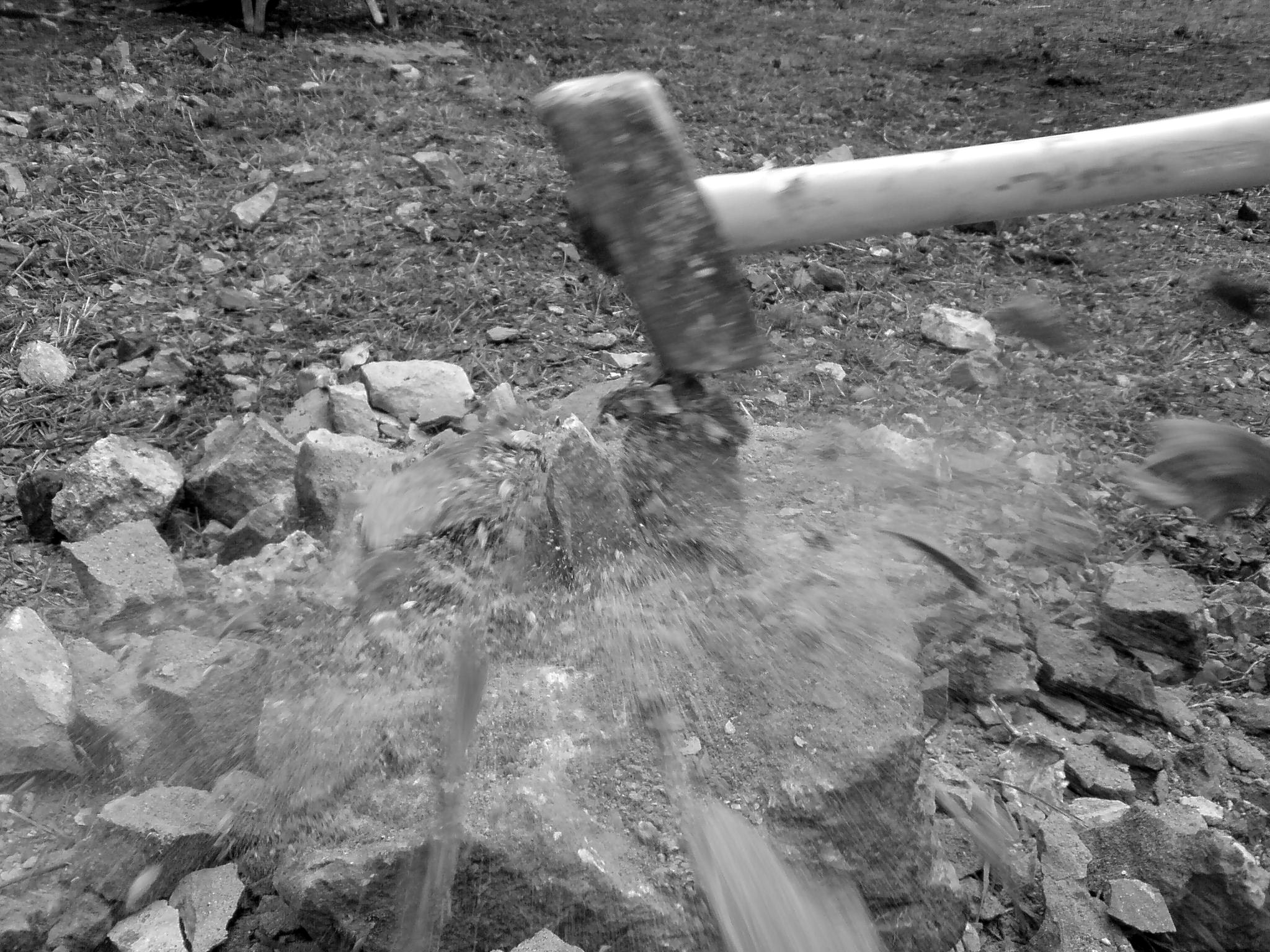
Concassage d'un morceau de grès avec une masse.

Une masse est un outil à percussion, maniée à deux mains.  
Comme l'indique son nom, elle est constituée d'une partie lourde, la tête, de forme parallélépipèdique, souvent métallique et pesant habituellement plus de trois kilogrammes, manipulée par un manche, habituellement d'un mètre de long. Contrairement au marteau, la masse s'utilise à deux mains, en se balançant avec l'outil pour obtenir un maximum d'élan.

## Utilisation
Elle est principalement utilisée en maçonnerie lors des travaux de démolition. Elle sert également à fendre le bois en frappant les coins, ou encore par le forgeron : l'assistant vient frapper à la masse un outil servant à façonner le métal chaud (on peut remplacer la masse par un marteau pneumatique ou hydraulique). Les charpentiers utilisent également régulièrement une masse pour l'ajustement des pièces de bois.
La masse peut aussi servir à enfoncer des poteaux en bois dans la terre. Les métiers utilisant la masse sont par exemple les cantonniers et les carriers.

## Histoire
Au XIXe siècle, on lui donnait aussi le nom de « têtu à arête ».
Dans les fortifications, la masse était un outil de base pour l'attaque et la défense des places fortes.

## Taille et poids
La taille et le poids des masses peuvent varier. D'après la norme DIN 1042 allemande, les mesures suivantes sont requises pour l'appellation de masse :
- poids de la tête : entre 5 et 15 kg
- longueur du manche : entre 60 et 120 cm